# Timorgrüntaube
Die Timorgrüntaube oder Grüne Timortaube (Treron psittaceus, auch Treron psittacea) ist eine baumbewohnende Taube aus der Gattung der Grüntauben. Sie kommt nur auf Timor und den benachbarten Inseln Atauro, Semau und Roti vor. Ihr Bestand gilt als gefährdet. Während sie in Osttimor noch häufiger vorkommt, scheint sie aus ihrem indonesischen Lebensraum, den Monsunwäldern im Flachland, nahezu verschwunden zu sein.

## Aussehen
Die Timorgrüntaube ist etwa 28 cm groß. Das Männchen ist graugrün; an der Brust, Bürzel und Oberschwanzdecken etwas heller und hat grau-schwarze Flügel mit gelb gesäumten Deckfedern. Der Schwanz ist in der Mitte grün, zu den Rändern hin grau mit einem dunklen Band, die Unterschwanzdecken sind weiß mit grünen Tupfen. Das Weibchen ist grauer mit hellerer gelber Linie zwischen Flügeldecken und Schwungfedern.

## Etymologie und Forschungsgeschichte
Die Erstbeschreibung der Timorgrüntaube erfolgte 1808 durch Coenraad Jacob Temminck unter dem wissenschaftlichen Namen Columba Psittacea. Temminck nannte als Verbreitungsgebiet Timor und Java.  1816 führte Louis Pierre Vieillot die neue Gattung Treron für die Papageischnabel-Grüntaube (Treron curvirostra (Gmelin, JF, 1789)) ein. Dieses Wort leitet sich vom griechischen »trērōn, trērōnos,  treō τρηρων, τρηρωνος, τρεω« für Taube, in Angst fliehen ab. Der Artname psittaceus leitet sich vom lateinischen  psittaceus, psittacus für Papageien ähnlich, Papagei bzw. von »psittakos τρηρων, ψιττακος« für Papagei ab.